# Teodor Currentzis
Teodor Currentzis (en griego Θεόδωρος Κουρεντζής, en ruso: Теодор Курентзис, nacido en Atenas, Grecia, el 24 de febrero de 1972) es un director de orquesta y actor griego nacionalizado ruso.
Comenzó a estudiar piano con cuatro años, y violín con siete. Ingresó en el Conservatorio Nacional de Atenas con 12 años, en la sección de violín. En 1987 comenzó a tomar clases de composición con el Profesor George Hadjinikos. Desde 1994 hasta 1999 estudió dirección de orquesta en el Conservatorio de San Petersburgo con el profesor Iliá Musin (maestro de Valeri Guérguiev, Yuri Temirkánov y Semión Bychkov, entre muchos otros).
Desde 2004 a 2010, Currentzis trabajó como director principal del Teatro de Ópera y Ballet de Novosibirsk, el mayor teatro de ópera y ballet del norte de Rusia, donde fundó el Musica Aeterna Ensemble y el New Siberian Singers Chamber Choir. Desde febrero de 2011 es director artístico del Teatro de Ópera y Ballet de Perm. Es también Principal Director Invitado de la Orquesta Sinfónica de la SWR de Baden-Baden y Friburgo.
Entre sus trabajos más destacados se encuentran diversas colaboraciones con el director de escena ruso Dmitri Chernyakov en Novosibirsk y en el Teatro Bolshói de Moscú (Wozzeck, Don Giovanni o Macbeth). Fuera de Rusia, destacan sus actuaciones en la Ópera de París (Macbeth), el Teatro Real de Madrid (Iolanta, Perséphone y Macbeth) y la Ópera Estatal de Baviera (Macbeth). También dirigió el estreno escénico, en el Festival de Bregenz, en 2010, de la ópera The Passenger, de Mieczysław Weinberg.